# Manuel Manilla

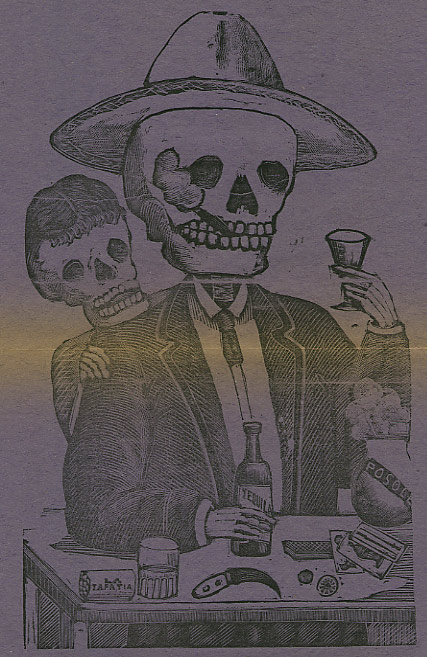
Grabado de Calavera Tapatia por Manuel Manilla.

Manuel Álvarez Manilla y Ortega, conocido como Manuel Manilla, (Ciudad de México, ca. 1844 -  14 de mayo de 1899) fue un ilustrador y grabador mexicano. Su figura se ha visto eclipsada por la del hidrocálido José Guadalupe Posada, quien adquirió fama a partir de sus grabados relativos a la muerte en un tono festivo. El debate acerca de quién fue el primer grabador en humanizar y caricaturizar a la muerte con temas costumbristas mexicanos continúa abierto. Los historiadores gráficos parecen coincidir en que Posada asimiló de Manilla la técnica de grabado en zinc. La influencia mutua fue directa, ya que ambos trabajaron en el taller de Antonio Vanegas Arroyo, posteriormente Posada supliría a Manilla. Manilla empezó a trabajar con Vanegas en 1882 y se retiró en 1892.

## Biografía
Uno de los grandes problemas con relación a la figura de Manilla, es que se tienen muy pocos datos sobre él, motivo por el cual su biografía es nebulosa y con huecos por todas partes. Sin embargo, con relación a su obra existen varios documentos y libros que hablan al respecto, uno de ellos es la monografía que realizaron Mercurio López Casillas y Jean Charlot, que recibe por nombre Manilla.
En este libro se rescatan alrededor de 589 estampas de Manilla; algunas de ellas han sido atribuidas a Posada. Por otro lado, en dicho texto se resalta la importancia de los grabados de Manuel Manilla, así como su valor estético. "De Manilla se conocen pocos datos. Blas Vanegas Arroyo señala que ni siquiera una foto existe y sólo cuentan que era alto y delgado, además de inventor de las populares calaveritas de azúcar. Murió en 1892, cuando Posada ya tenía una década de trabajar junto a él".
En una publicación posterior, Sánchez González, se opone a la idea de que Manilla o Posada pudieran inventar las calaveritas de azúcar. Gracias a la reciente localización del acta de defunción de Manilla, sabemos que la fecha proporcionada por Charlot es errónea.

## Obra
Jean Charlot y Peter Morse hablan en sus Escritos Sobre Arte Mexicano de su obra:
"Solamente el pintor que es del pueblo lo pinta en sí, como se retrata a un hermano; y logrando el parecido, sin saberlo, hace obra social." (Escritos Sobre Arte Mexicano, Jean Charlot)
La unidad de su obra no solamente reside en los asuntos representados, sino, sobre todo, en su plástica muy personal, la cual fusiona armoniosamente ingenuidad voluntaria y sabiduría humilde. Sus grabados, durante diez años, reinaron incontestablemente, repartidos a profusión en las hojas volantes de los corridos, pero la ingenuidad de sus composiciones no pudo resistir al empuje de las de Guadalupe Posada y cuando éste empezó a trabajar para Vanegas Arroyo, Manilla tuvo que retirarse.
Cuando desiste del movimiento para lograr actitudes de reposo, llega Manilla a lo monumental, como en el grupo del aguador y su mujer, cuyo original mide menos de siete centímetros, pero que, sin perder nada, podría ser amplificado hasta más del tamaño natural.
Los diablos complacientes, llevándose a unos muchachos malvados, no nos esconden el estupendo paisaje geométrico del fondo y nos hace soñar el cometa poco astronómico y muy mexicano ilustrando las terribles profecías de Vanegas Arroyo, que aquí apuntamos:
 Colosal y nunca visto cometa,
EL GRAN COMETA LUCHADOR,
Terrible lluvia de fuego
El incendio de la luna,
El fin del mundo llegó,
El Juiciote Universal,
Ahora sí que la pitamos,
A morir, sin más ni más.

Otra complicación resulta del hecho que su hijo, el también grabador,  Manuel Alfonso Álvarez Manilla y Salazar trabajó desde edad temprana en el taller de su padre al grado que resulta imposible diferenciar sus contribuciones en este periodo.  Más adelante Manuel Alfonso editó el semanario anti-Porfirista "La Casera" y participó en el periódico "Gil Blas Cómico" donde la diferencia de estilos es clara. 

## Técnica
El medio empleado es el champlevé al buril (de velo) sobre una placa de zinc, medio que favorece la franqueza de las tallas y la espontaneidad del dibujo. La composición mezcla hábilmente elementos geométricamente simétricos y elementos asimétricos, pero equilibrados por masa, la relación de los unos y los otros, siendo de gran efecto dinámico.